# Pistola de serviço

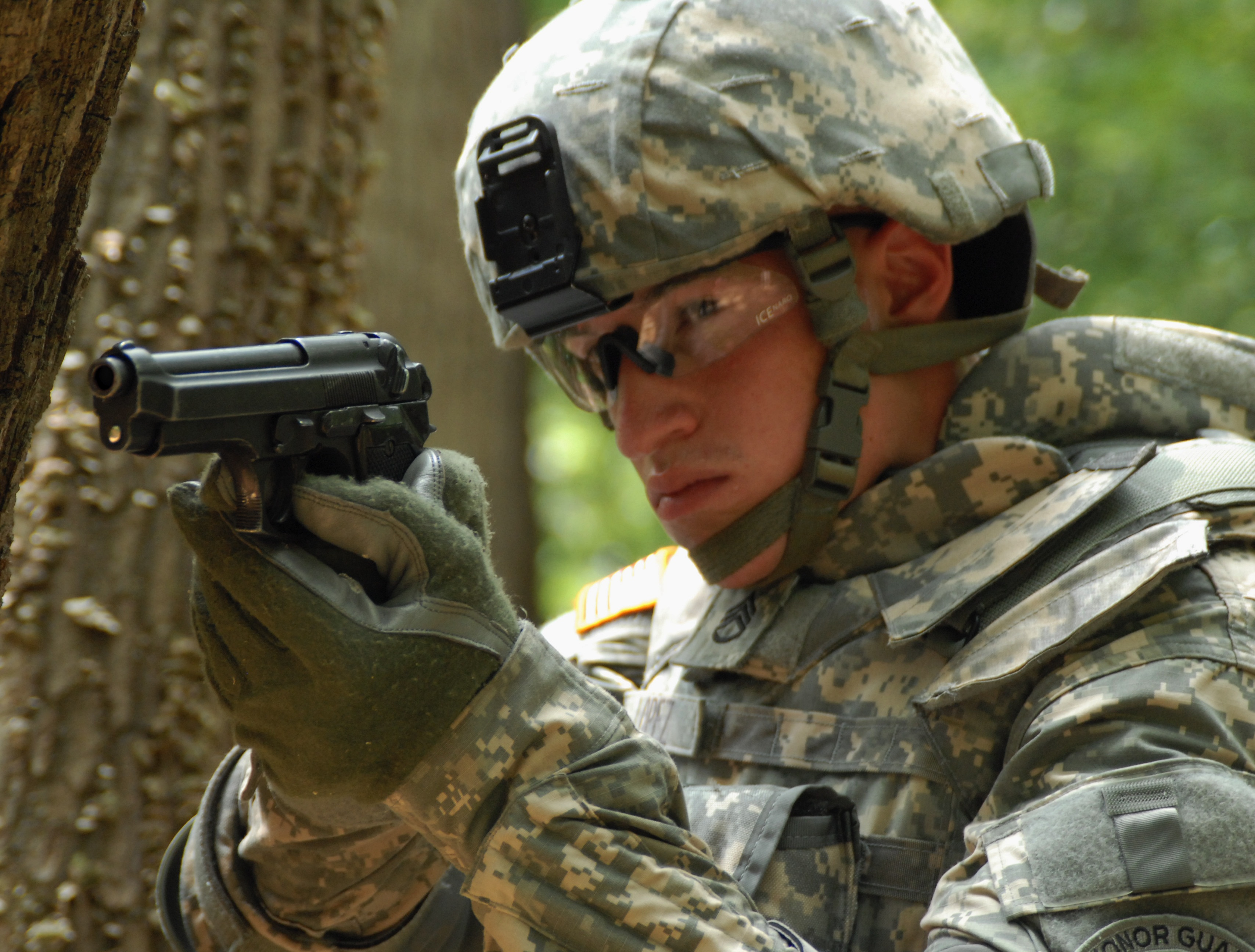
Um soldado do Exército dos Estados Unidos em 2009 demonstra o uso de sua pistola de serviço Beretta M9

Uma pistola de serviço ou arma de serviço (também conhecido como pistola padrão) é uma arma que uma força armada ou força de aplicação da lei (polícias) distribui como padrão para seus membros em serviço. Nas forças modernas, esta é normalmente uma pistola semiautomática versátil e robusta. Essas pistolas de serviço, podem tambéms ser usadas por forças especiais. A maioria dos exércitos também tem fuzis de serviço ou armas secundárias de serviço.
O Exército Britânico foi o último grande serviço militar a adotar uma pistola de serviço semiautomática como arma de apoio padrão, eliminando seus revólveres Webley Mk IV, Enfield No 2 Mk I e Smith & Wesson Victory em 1969, após o que a Browning Hi-Power tornou-se a pistola de serviço oficial do Exército.[carece de fontes?]